# Primer lord del Tesoro
El primer lord del Tesoro (en inglés: First Lord of the Treasury) es el jefe de la comisión de ejercicio de la antigua oficina del lord gran tesorero (Lord High Treasurer) en el Reino Unido, y en la actualidad el cargo lo asume el primer ministro. Esta oficina no es equivalente a la posición habitual del tesorero en otros gobiernos, puesto que el equivalente más cercano a este cargo en el Reino Unido es el canciller de la Hacienda.

## Lores del Tesoro
A comienzos del siglo XVII, el funcionamiento de la Tesorería con frecuencia se confió a una comisión, en lugar de a un solo individuo. Después de 1714, se dotó permanentemente de una comisión. Los comisionados fueron referidos como los lores comisionados del Tesoro, con un número basado en la antigüedad. Finalmente, el primer lord del Tesoro llegó a ser visto como el jefe natural de cualquier ministerio, y, a partir de Robert Walpole, comenzó a ser conocido, extraoficialmente, como el primer ministro. De hecho, el término primer ministro se usaba a veces en forma despectiva. Este término fue utilizado por primera vez oficialmente en una cédula real en 1905.
Antes de 1827 el primer lord del Tesoro, cuando era un común, también ocupó el cargo de ministro de Hacienda, mientras que si el primer lord era un lord, el segundo lord normalmente servía como Canciller. A partir de 1827, el ministro de Hacienda siempre ha sido segundo lord del Tesoro cuando este no haya sido también el primer ministro, sin importar su estatus nobiliario. Por convención, los otros lores comisarios del Tesoro ejercían también como látigos del Gobierno en la Cámara de los Comunes.

## Residencia oficial
10 de Downing Street es la residencia del primer lord del Tesoro, y no del primer ministro, como suele pensarse. No hay, de hecho, residencia ministerial principal, aparte de Chequers, una casa de campo en Buckinghamshire utilizado como casa de vacaciones y de fin de semana, pero como todos los primeros ministros modernos han sido simultáneamente primer lord del Tesoro, el 10 de Downing Street ha llegado a ser identificado con la jefatura del gobierno.

## Lista de primeros lores del Tesoro
Gran parte de la lista coincide con la lista de primeros ministros del Reino Unido, pero hay algunas diferencias notables, principalmente en relación con el marqués de Salisbury, que fue primer ministro, pero no el primer lord entre 1885-86, 1887-92 y 1895-1902. Los primeros lores que eran al mismo tiempo el primer ministro se indican mediante el uso de la negrita, los primeros lores que eran considerados como primer ministro solo durante parte de su mandato se indican mediante el uso de la tipografía en negrita y cursiva. 
| Nombre                              | Ingreso                 | Egreso                  | Partido político |
| ----------------------------------- | ----------------------- | ----------------------- | ---------------- |
| Charles Montagu, I duque de Halifax | 13 de octubre de 1714   | 19 de mayo de 1715      | Whig             |
| Duque de Carlisle                   | 23 de mayo de 1715      | 10 de octubre de 1715   | Whig             |
| Robert Walpole                      | 10 de octubre de 1715   | 12 de abril de 1717     | Whig             |
| Duque de Stanhope                   | 12 de abril de 1717     | 21 de marzo de 1718     | Whig             |
| Earl de Sunderland                  | 21 de marzo de 1718     | 4 de abril de 1721      | Whig             |
| Sir Robert Walpole                  | 4 de abril de 1721      | 11 de febrero de 1742   | Whig             |
| Earl de Wilmington                  | 16 de febrero de 1742   | 2 de julio de 1743      | Whig             |
| Henry Pelham                        | 27 de agosto de 1743    | 6 de marzo de 1754      | Whig             |
| Duque de Newcastle-upon-Tyne        | 16 de marzo de 1754     | 16 de noviembre de 1756 | Whig             |
| Duque de Devonshire                 | 16 de noviembre de 1756 | 25 de junio de 1757     | Whig             |
| Duque de Newcastle-upon-Tyne        | 2 de julio de 1757      | 26 de mayo de 1762      | Whig             |
| Earl de Bute                        | 26 de mayo de 1762      | 16 de abril de 1763     | Tory             |
| George Grenville                    | 16 de abril de 1763     | 13 de julio de 1765     | Whig             |
| Marqués de Rockingham               | 13 de julio de 1765     | 30 de julio de 1766     | Whig             |
| Duque de Grafton                    | 30 de julio de 1766     | 28 de enero de 1770     | Whig             |
| Lord North                          | 28 de enero de 1770     | 22 de marzo de 1782     | Tory             |
| Marqués de Rockingham               | 27 de marzo de 1782     | 1 de julio de 1782      | Whig             |
| Earl de Shelburne                   | 4 de julio de 1782      | 2 de abril de 1783      | Whig             |
| Duque de Portland                   | 2 de abril de 1783      | 19 de diciembre de 1783 | Whig             |
| William Pitt el Joven               | 19 de diciembre de 1783 | 14 de marzo de 1801     | Tory             |
| Henry Addington                     | 17 de marzo de 1801     | 10 de mayo de 1804      | Tory             |
| William Pitt el Joven               | 10 de mayo de 1804      | 23 de enero de 1806     | Tory             |
| Lord Grenville                      | 11 de febrero de 1806   | 31 de marzo de 1807     | Whig             |
| Duque de Portland                   | 31 de marzo de 1807     | 4 de octubre de 1809    | Whig             |
| Spencer Perceval                    | 4 de octubre de 1809    | 11 de mayo de 1812      | Tory             |
| Earl de Liverpool                   | 9 de junio de 1812      | 10 de abril de 1827     | Tory             |
| George Canning                      | 10 de abril de 1827     | 8 de agosto de 1827     | Tory             |
| Vizconde de Goderich                | 31 de agosto de 1827    | 22 de enero de 1828     | Tory             |
| Duque de Wellington                 | 22 de enero de 1828     | 22 de noviembre de 1830 | Tory             |
| Earl de Grey                        | 22 de noviembre de 1830 | 16 de julio de 1834     | Whig             |
| Vizconde de Melbourne               | 16 de julio de 1834     | 17 de noviembre de 1834 | Whig             |
| Sir Robert Peel                     | 10 de diciembre de 1834 | 8 de abril de 1835      | Tory             |
| Vizconde de Melbourne               | 18 de abril de 1835     | 30 de agosto de 1841    | Whig             |
| Sir Robert Peel                     | 30 de agosto de 1841    | 29 de junio de 1846     | Conservador      |
| Lord John Russell                   | 30 de junio de 1846     | 23 de febrero de 1852   | Whig             |
| Earl de Derby                       | 23 de febrero de 1852   | 19 de diciembre de 1852 | Conservador      |
| Earl de Aberdeen                    | 19 de diciembre de 1852 | 6 de febrero de 1855    | Peelite          |
| Vizconde de Palmerston              | 6 de febrero de 1855    | 20 de febrero de 1858   | Conservador      |
| Earl de Derby                       | 20 de febrero de 1858   | 12 de junio de 1859     | Conservador      |
| Vizconde de Palmerston              | 12 de junio de 1859     | 18 de octubre de 1865   | Liberal          |
| Earl de Russell                     | 29 de octubre de 1865   | 28 de junio de 1866     | Liberal          |
| Earl de Derby                       | 28 de junio de 1866     | 27 de febrero de 1868   | Conservador      |
| Benjamin Disraeli                   | 27 de febrero de 1868   | 3 de diciembre de 1868  | Conservador      |
| William Ewart Gladstone             | 3 de diciembre de 1868  | 20 de febrero de 1874   | Liberal          |
| Benjamin Disraeli                   | 20 de febrero de 1874   | 23 de abril de 1880     | Conservador      |
| William Ewart Gladstone             | 23 de abril de 1880     | 23 de junio de 1885     | Liberal          |
| Earl de Iddesleigh                  | 29 de junio de 1885     | 1 de febrero de 1886    | Conservador      |
| William Ewart Gladstone             | 1 de febrero de 1886    | 25 de julio de 1886     | Liberal          |
| Marqués de Salisbury                | 3 de agosto de 1886     | 14 de enero de 1887     | Conservador      |
| William Henry Smith                 | 14 de enero de 1887     | 6 de octubre de 1891    | Conservador      |
| Arthur Balfour                      | 6 de octubre de 1891    | 15 de agosto de 1892    | Conservador      |
| William Ewart Gladstone             | 15 de agosto de 1892    | 5 de marzo de 1894      | Liberal          |
| Earl of Rosebery                    | 5 de marzo de 1894      | 25 de junio de 1895     | Liberal          |
| Arthur Balfour                      | 25 de junio de 1895     | 5 de diciembre de 1905  | Conservador      |